# عدي كيران
عدي كيران هو ممثل هندي، ولد في 26 يونيو 1980 في الهند، وتوفي بنفس المكان في 6 يناير 2014.
مات منتحرا بعد أن شنق نفسه بعد أن أصابه الاكتئاب، في 5 يناير 2014.

## وصلات خارجية
- عدي كيران على موقع IMDb (الإنجليزية)
- عدي كيران على موقع ميوزك برينز (الإنجليزية)
- عدي كيران على موقع قاعدة بيانات الفيلم (الإنجليزية)